# Panoramamuseum der Schlacht von Borodino

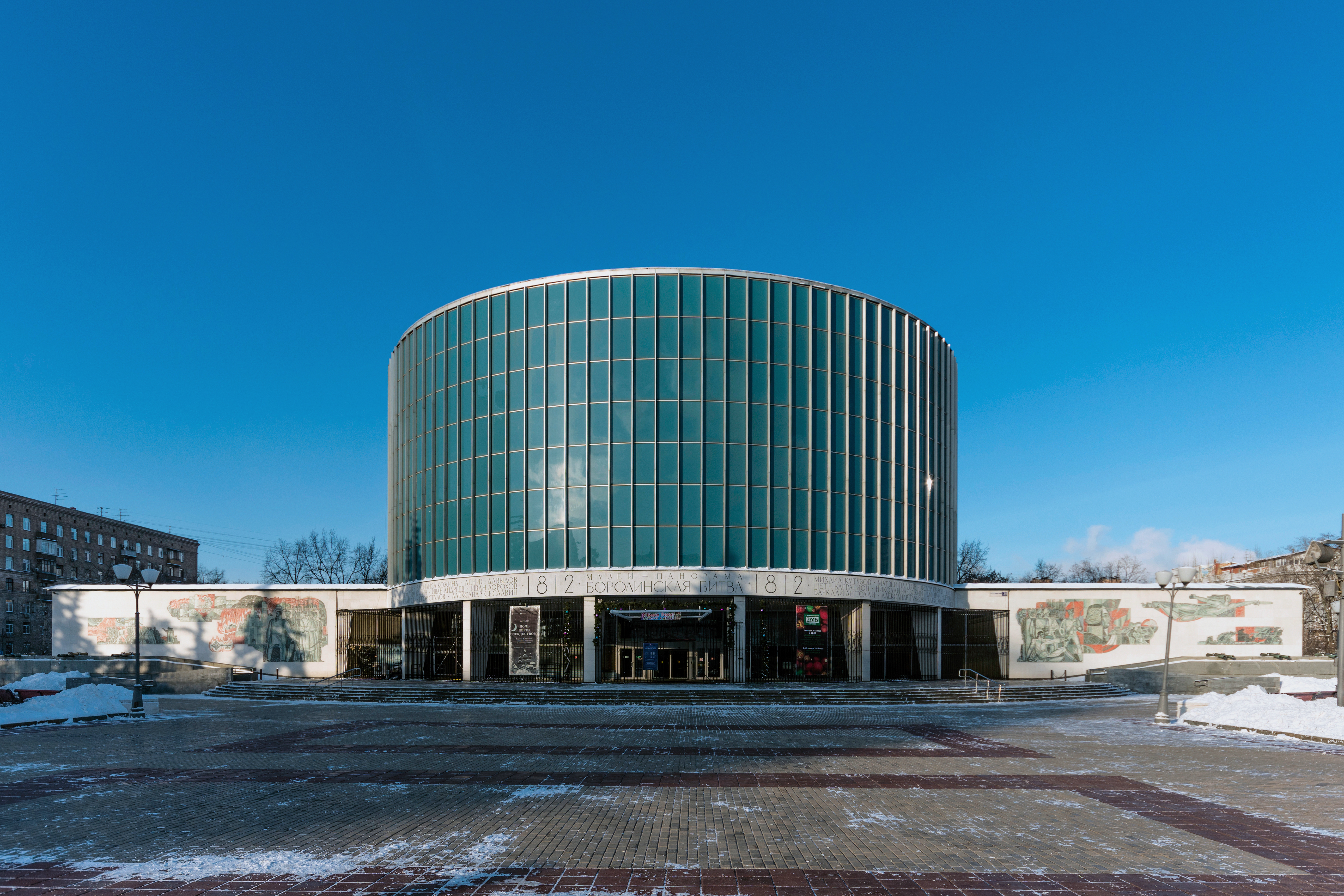
Museumsgebäude

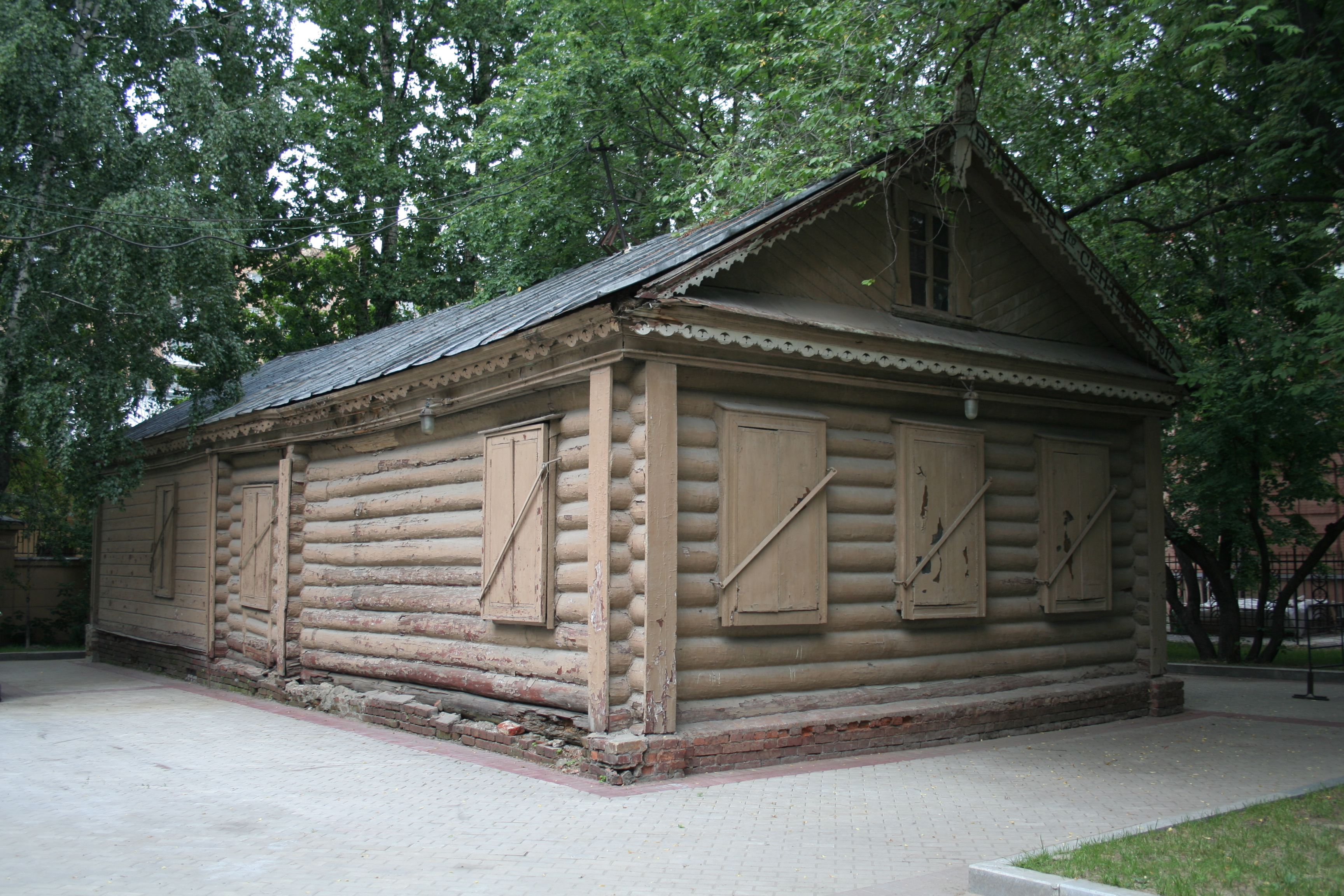
Nachbau der Kutusow-Hütte

Das Panoramamuseum der Schlacht von Borodino (russisch Музей-панорама «Бородинская битва») befindet sich im Westen Moskaus auf dem Gebiet des ehemaligen Dorfes Fili. Es wurde im Jahre 1962 eröffnet, genau 150 Jahre nach dem Krieg gegen Napoleon 1812.

## Geschichte
Die Anfänge des Museums gehen ins Jahr 1887 zurück, als nahe dem heutigen Museumsgebäude die 1812 abgebrannte ehemalige Kutusow-Holzhütte wieder aufgebaut wurde. Dieses Holzhaus, in dem sich im September 1812 die russischen Generäle um den Heerführer Michail Kutusow während der Schlacht von Borodino zu Beratungen versammelt hatten, ist heute wichtiger Bestandteil der Museumsexposition.
Das Museum in seiner heutigen Form wurde 1962 zusammen mit dem zylinderförmigen Hauptgebäude eröffnet. Das Gebäude wurde von den Architekten A. Korabelnikow, S. Kutschanow und A. Kusmin entworfen. Sein wichtigstes Ausstellungsstück ist das Panoramagemälde Schlacht von Borodino des russischen Künstlers Franz Roubaud, der es 1912 zum 100. Jahrestag der Schlacht erschaffen hatte.
Zum Museumskomplex gehören auch die im Jahre 1912 errichtete Kapelle des Hl. Michaels Archistrategen, sowie ein 1973 errichtetes Denkmal zu Ehren der Helden des Vaterlandskrieges 1812, ein Werk des Bildhauers Nikolai Tomski.